# ブラッダ
『ブラッダ』（原題 - They Nest、別題 - Creepy Crawlers）は、アメリカ合衆国のホラー映画（テレビ映画）。2000年7月25日にUSAネットワークで放送。監督のエロリー・エルカイェムは本作が商業デビュー作。ジュラルメール・ファンタスティック映画祭2001年観客賞受賞。撮影はカナダ・ブリティッシュコロンビア州バンクーバーで行われた。
東京国際ファンタスティック映画祭2000出展作品。

## ストーリー
離婚のショックからアルコール依存症になった医師のベンは、務めているボストン・ルイニング病院から長期休暇を命じられ、メイン州オールズ島にある別荘にいく事になる。だが、島の住民とトラブルになり、島の社会から阻害される。それと時を同じくして島民が怪死する事件が起きる。その原因は他の生物の体内に卵を産み付けるゴキブリに似た昆虫。ブラッダ・ケルベルス（別名- アフリカアルマジロゴキブリ）であった。

## キャスト
- ベンジャミン・ケイヒル：トーマス・キャラブロ（吹替：田尻ひろゆき）
- ホッブス保安官：ディーン・ストックウェル（坂本一）
- ネル・バートル：クリスティン・ダルトン（小出えつ子）
- ジャック・ウォールド：ジョン・サヴェージ（中嶋一成）
- エイモン・ウォールド：トム・マクビース（大山昇）
- ガイ・バーター：リー・ジェイ・バンベリー（浜田健作）
- バイニル：ウォルター・マーシュ（小川惠市）
- ジョニー・スキー：マーク・スクーリー（蒲地栄二）
- マーク・ドレイトン博士：アンドリュー・ウィーラー（中嶋一成）
- バートル先生：レベッカ・トゥーラン（山本美紀）
- ヘンリー・S・クランプ：アレクサンダー・ポラック（丹波しのぶ）
- アル・クランプ：マーセル・メイラード（中嶋一成）
- ジェーン：ジョン・ホイーラー（横須賀理恵）
- 部長：ジュディス・マグジー（佐野かなめ）
- チャンドラー・モファット：ロイド・ベリー（大平透）

## スタッフ
- 製作総指揮：エリック・ダベロフ、ドナルド・クシュナー、ペーター・ロック
- 製作：フランク・ヒルデブランド
- 監督：エロリー・エルカイェム
- 脚本：ジョン・クラフリン、ダニエル・ゼルマン
- 編集：ハリー・ヒットナー
- 音楽：ヴィニー・ゴリア
- 制作：カシュナー＝ロック・プロダクション
- 日本語吹替版キャスティング：大平プロダクション
- 配給：カシュナー＝ロック・カンパニー（日本：アートポート）